# Zárubeň

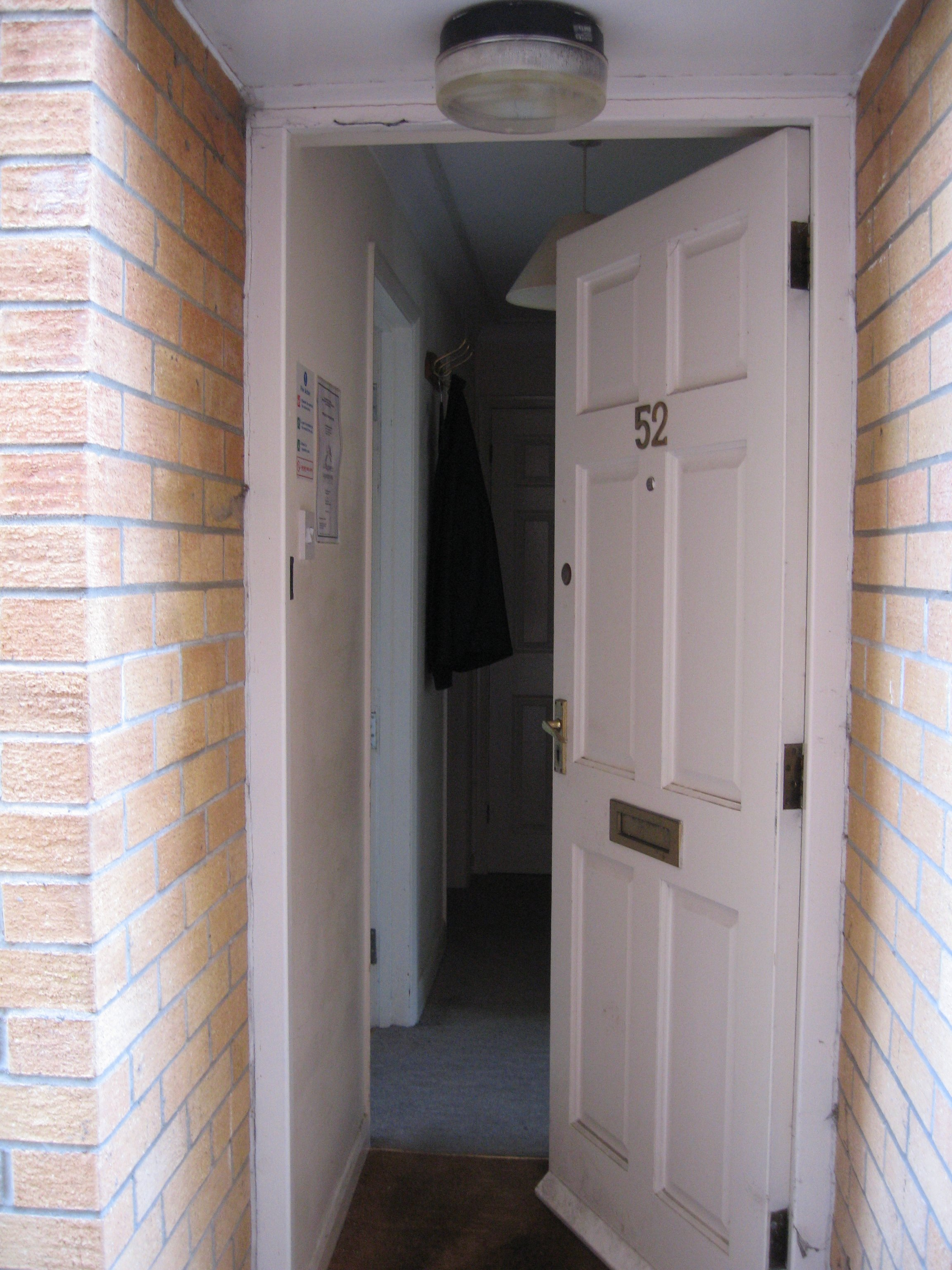
Dveře osazené třemi panty do zárubně

Zárubeň (hovorově futro nebo futra, z německého Futter, Türfutter) je rám pevně umístěný ve zdi, který ohraničuje otvor dveří a tvoří jejich nosnou konstrukci. Obvykle bývá kovový, zejména v dřívějších dobách byl dřevěný nebo kamenný. Na zárubni je pomocí závěsů (pantů) zavěšeno křídlo dveří.
Přední strana zárubně je ta, na které jsou závěsy, těsnění a protiplech zámku. Z přední strany se do zárubně nasazují dveře.
Svislé části zárubně se nazývají „ostění“ nebo podvoj, spodní vodorovná část se nazývá práh, horní nadpraží. Zárubeň musí být do zdi pevně uchycena, k tomu u starších typů zárubní slouží tzv. zhlaví nebo uši, což jsou okraje prahu a nadpraží, zasahující do zdi. Starší tesařské (tj. dřevěné) zárubně byly tvořeny tzv. hrubou zárubní, která se obkládala obrubou (šambránou) z hladce hoblovaných prken, někdy různě profilovaných. Toto obložení se nazývá obíjení zárubní.

## Základní druhy zárubní
Obdobně jako u dveří se u zárubně rozlišuje pravé a levé provedení. K rozpoznání zda jde o pravou či levou zárubeň je třeba podívat se na zárubeň z přední strany, tedy z té strany, na které jsou umístěny závěsy. Na tuto stranu se pak budou otevírat dveře.
- pravá zárubeň (závěsy jsou vpravo)
- levá zárubeň (závěsy jsou vlevo)

Zárubně se dělí zejména podle jejich vzhledu po zabudování do stěny. Tradiční zárubeň lemuje stavební otvor a vystupuje před líc zdiva. Dveře v zavřeném stavu nelícují se zárubní, nýbrž zapadají do ní pouze napůl (mají na obvodě polodrážku). Existuje několik odlišných moderních řešení, která mají za cíl zlepšit vzhled zárubní a dveří.
- tradiční zárubeň (nelícuje se zdí – vystupuje, dveře vystupují ze zárubně polovinou tloušťky, tzv. polodrážka)
- zárubeň pro dveře bez polodrážky (zárubeň nelícuje se zdí – vystupuje, dveře jsou plně zapuštěny tak, že na přední straně lícují se zárubní)
- zárubeň zapuštěná (povrch omítky, zárubeň a zpravidla i přední čelo dveří jsou v jedné rovině)
- zárubeň neviditelná (zárubeň je zcela překryta omítkou)

V obchodních materiálech prodejců se užívají různé nejednotné názvy pro tyto tvarové úpravy, např. zárubně „skryté“, „neviditelné“, „bezobložkové“, „do roviny stěny“.

## Druhy zárubní dle materiálu
Můžeme se setkat s mnoha materiály, z kterých se zárubně vyrábějí.
- Dřevěné zárubně (rámové, tesařské, fošnové truhlářské, obložkové)
- Ocelové zárubně
- Plastové či hliníkové zárubně

Podle materiálu a tvaru se též liší i osazování zárubní. Podrobný návod na osazování zárubní je v souvisejícím článku ve Wikiknihách.